# Zuzana Malíková
Zuzana Malíková (* 2. August 1983 in Nové Zámky) ist eine slowakische Geherin. 

## Erfolge
Als Jugendliche erreichte sie über 10 km 2001 bei den European Junior Championships in Grosseto den 6. und ein Jahr später bei den IAAF-Coca Cola World Junior Championships in Kingston den 5. Rang. 2006 wurde Zuzana slowakische Meisterin über 20 km. Bei den Olympischen Spielen 2004 wurde sie 22. über die 20 km. 2008 belegte sie den 31. Rang.